# Villa Strassburger
La Villa Strassburger è una storica residenza della città di Deauville in Normandia.

## Storia
La villa venne eretta tra il 1907 e il 1912 secondo il progetto dell'architetto Georges Pichereau per conto di Henri de Rothschild laddove sorgeva una fattoria che quest'ultimo aveva comprato da Gustave Flaubert nel 1875.
Inizialmente battezzata Villa du Coteau dal nome della precedente fattoria, la residenza prese in seguito il nome di Villa Strassburger dal nome del miliardario americano Ralph Beaver Strassburger, cui il de Rothschild aveva venduto la proprietà nel 1924. Questi aveva preso la decisione di separarsene per via delle lamentele della moglie, che dalla collina su cui sorge la villa non poteva vedere il mare. La famiglia Strassburger passava a Deauville un mese all'anno, in agosto, durante la stagione ippica. Essi rinnovarono con sfarzo l'abitazione, una prima volta negli anni 1920-1930, e una seconda nel 1948, il cui risultato sussiste sino al giorno d'oggi. Durante l'occupazione la villa venne devastata dai tedeschi. Gli Strassburger volevano che la casa fosse tenuta costantemente pronta in caso di un loro improvvisio arrivo, impiegando durante tutto l'anno una trentina di domestici tra i quali otto giardinieri e sei cuochi. In quegli anni la famiglia vi ricevette diverse personalità di spicco, come il compositore Vincent Scotto, l'attrice e cantante Suzy Delair, l'industriale Marcel Boussac, il principe Ali Khan, l'uomo d'affari Pierre Wertheimer o ancora il conte di Niel.
Successivamente alla morte di Ralph Strassburger, sopraggiunta nel 1959, e di sua moglie, scomparsa nel 1975, il figlio Peter fece dono della villa e del suo arredamento alla città di Deauville nel 1980.
I suoi esterni sono iscritti ai monumenti storici sin dal 29 ottobre 1975.

## Descrizione
La villa presenta uno stile neonormanno, della seconda generazione del quale è considerata archetipo.

## Galleria d'immagini

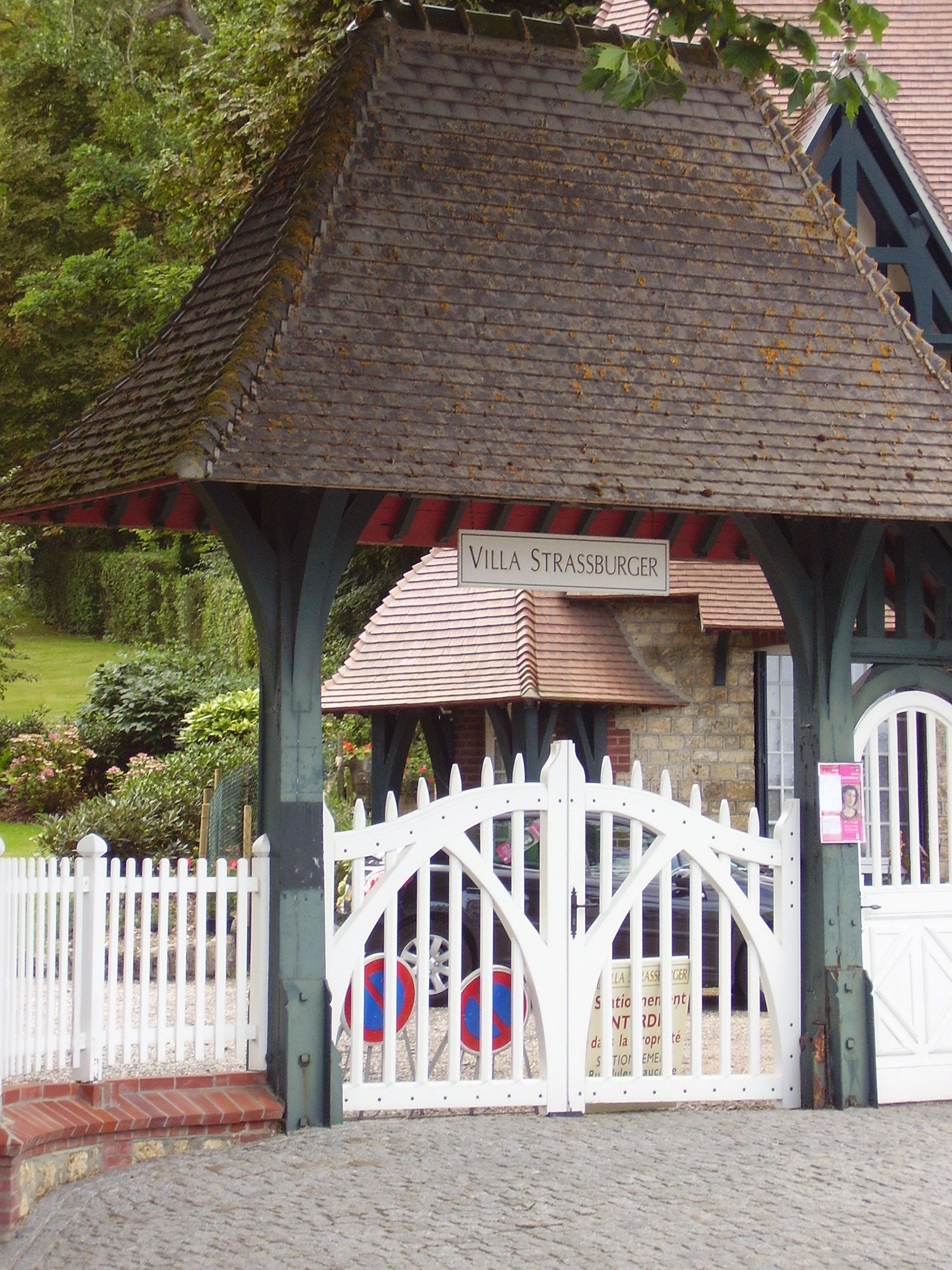
L'accesso alla villa
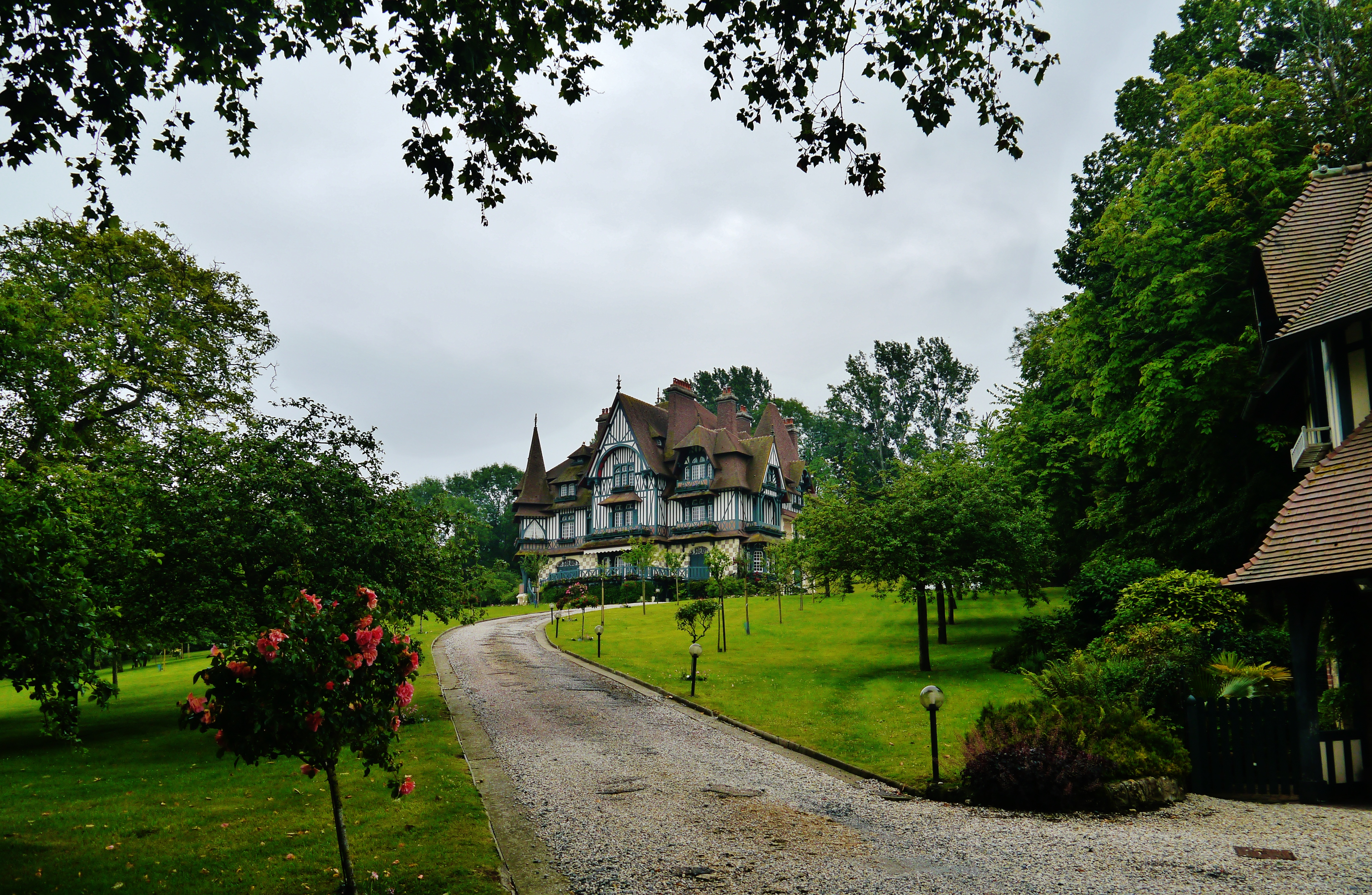
Il viale d'accesso